# Königmayer Károly
Königmayer Károly Miksa (Szombathely, 1818. július 4. – Szombathely, 1892. június 22.) választott püspök, politikus, országgyűlési képviselő.

## Életpályája
Szülővárosában végezte el az iskoláit. 1838-ban végezte el a teológiát a pesti Központi Papnevelő Intézetben. 1838–1839 között a kőszegi Kelcz-Adelffy árvaház segédgondnoka volt. 1839–1845 között Zala megyében (Besenyő) nevelő volt Skublics József családjánál. 1841. augusztus 4-én szentelték pappá. 1845-ben Nyőgérben plébános volt. 1848-ban az egyházmegye papi gyűlésének jegyzője volt. 1861-ben Hollán Ernő után a kőszegi kerület országgyűlési képviselője volt. 1863-ban Zalaegerszegen lett esperes-plébános. 1868-tól madocsai címzetes apát lett. 1873-ban szombathelyi kanonok lett. 1874-ben pécsi perjel volt. 1881-ben Szabó Imre (1814–1881) püspök halála után őt jelölte a király a szombathelyi székre, de a Szentszék elutasította. 1881–1884 között a sárvári kerület országgyűlési képviselője volt. 1883-tól tribunici választott püspök lett. Utóda a tribunici címen Holdházy János volt 1892-ben.

## Családja
Szülei: Königmayer János megyei tisztviselő és Donászy Julianna voltak. 

## Művei
- Egyh. gyászbeszéd… gr. Széchenyi István… hamvai felett… (Nagykanizsa, 1860)
- Gyászbeszéde Deák Ferenc fölött… (1876. febr. 7.)